# Лимерик (графство)
Лимерик (на английски: County Limerick, Каунти Лимерик; на ирландски: Contae Luimnigh, по-близко до истинското произношение Лимърик и Лимрик) е едно от 26-те графства на Ирландия. Намира се в провинция Мънстър. Граничи с графствата Кери, Типърари, Клеър и Корк. Има площ 2686 km². Население 183 863 жители към 2006 г. заедно с главния град на графството Лимерик. Градовете в графството са Абифийл, Ади, Аскийтън, Бръф, Галбали, Дромколихър, Килмалък, Килфинан, Лимерик (най-голям по население), Нюкасъл Уест, Патриксуел, Раткийли, Хоспитал и Фойнс.